# Phoradendron megaphyllum
Phoradendron megaphyllum är en sandelträdsväxtart som beskrevs av Kuijt. Phoradendron megaphyllum ingår i släktet Phoradendron och familjen sandelträdsväxter. Inga underarter finns listade i Catalogue of Life.